# Nymphalis longomaculata
Nymphalis longomaculata är en fjärilsart som beskrevs av Barend J. Lempke 1956. Nymphalis longomaculata ingår i släktet Nymphalis och familjen praktfjärilar. Inga underarter finns listade i Catalogue of Life.